# Джеръми Ренър
Джеръми Ренър (на английски: Jeremy Renner) (роден на 7 януари 1971 г.) е американски актьор и певец.

## Биография

### Образование и юношески години
Ренър е роден в Модесто, Калифорния, като най-голямото от петте деца на Валери и Лий Ренър. Родителите му се развеждат, когато е на десет години. Завършва гимназия и колеж в родния си град. Първоначално интересите са му свързани с криминологията и компютрите, но постепенно страстта към театъра измества всичко останало и той се премества в Сан Франциско, където се изявява по сцените на местните театри.

### Кариера
Първоначално започва да се снима в телевизионни сериали и филми. На голям екран дебютира през 1995 г. в тийнейджърския National Lampoon's Senior Trip. Големият пробив е с „Дамър“ през 2002 г., когато изиграва серийния убиец Джефри Дамър. Филмът е приет радушно от критиката, а Ренър е номиниран за Най-добра мъжка роля за Independent Spirit Awards. Следващата година участва и в първия си хитов филм „Специален отряд“, където си партнира с Колин Фарел.
През 2009 г. участва в пожъналия бурен успех на Оскарите филм „Войната е опиат“ и номинация за Най-добра мъжка роля. През следващата година се снима в „Градът“, където е номиниран за втори път за Оскар (този път за Най-добра поддържаща мъжка роля). През 2011 г. го гледаме в „Мисията невъзможна: Режим Фантом“, където си партнира с Том Круз, а през 2012 г. се появява в култовия филм „Отмъстителите“ на Марвел, където играе агент Клинт Бартън (Ястребово око).

### Други занимания
Освен с актьорство, Ренър се занимава и с музика. В ранните години на своята кариера пее със своята група the Sons of Ben. Може да свири на китара, кийборд и барабани.
Ренър е много добър приятел с актьорите Колин Фарел, Шарлиз Терон и Бен Афлек.

## Избрана филмография
- „National Lampoon's Senior Trip“ (1995)
- „Fish in a Barrel“ (2001)
- „Дамър“ (2002)
- „Трима в едно легло“ (2002)
- „Специален отряд“ (2003)
- „Пътешествие до рая“ (2005)
- „Северна страна“ (2005)
- „Убийството на Джеси Джеймс от мерзавеца Робърт Форд“ (2007)
- „28 седмици по-късно“ (2007)
- „Войната е опиат“ (2009)
- „Градът“ (2010)
- „Мисията невъзможна: Режим Фантом“ (2011)
- „Отмъстителите“ (2012)
- „Наследството на Борн“ (2012)
- „Хензел и Гретел: Ловци на вещици“ (2013)
- „Имигрантката“ (2013)
- „Американска схема“ (2013)
- „Отмъстителите: Ерата на Ултрон“ (2015)
- „Мисията невъзможна: Престъпна нация“ (2015)
- „Капитан Америка: Войната на героите“ (2016)
- „Първи контакт“ (2016)